# Komanice
Komanice es un pueblo ubicado en el municipio de Mionica, distrito de Kolubara, Serbia.

## Superficie
Cuenta con una superficie de 6,335 kilómetros cuadrados.

## Demografía
Hasta 2022 la población era de 311 habitantes, con una densidad de población de 49,09 habitantes por kilómetro cuadrado.
| 700                                                             | 728 | 624 | 541 | 528 | 455 | 436 | 361 | 311 |
| (Fuente: Population statistics of Eastern Europe & former USSR) |     |     |     |     |     |     |     |     |